# 台湾银行汉口分行旧址
台湾银行汉口分行旧址是位於中华人民共和国湖北省武漢市江漢區江漢路的一栋建筑，為五层钢筋混凝土结构大楼，建筑面积2796平方米。

## 歷史
1915年，台湾银行在汉口设立分行，后在漢口英租界太平街（江汉路23号）兴建大樓，即現在的台湾银行汉口分行旧址。大樓由莊俊設計，汉协盛营造厂承建。1945年中國抗日战争結束后，台湾银行以及所在的大樓被國民政府接收。
中華人民共和國成立後，該建築成為中国人民银行武汉市分行营业部。

## 建筑保护情况
1993年7月28日，建筑以“台湾银行（日）”的名义被武汉市人民政府列为第一批武汉市优秀历史建筑。2011年3月21日，建筑以“台湾银行汉口分行旧址”的名义被武汉市人民政府列为第五批武汉市文物保护单位。2014年6月22日，建筑以“台湾银行汉口分行旧址”的名义被湖北省人民政府公布为第六批湖北省文物保护单位。
建筑作为文物的保护范围：台湾银行汉口分行旧址及周围一定范围。以银行旧址外墙为界，东南面、西南面、西北面各向外延伸10米，东北面向外延伸2米。
建筑作为文物的建设控制地带：以保护范围四至为界，东南面向外延伸30米，西南面向外延伸54米，西北面向外延伸264米至花楼街东侧规划道路红线，东北面向外延伸4米至江汉路规划道路中线。